# Larressingle
Larressingle è un comune francese di 212 abitanti situato nel dipartimento del Gers nella regione dell'Occitania. Forma anche parte della regione storica della Ténarèze, in Guascogna.

## Storia

### Simboli
Lo stemma è stato adottato il 2 ottobre 2015.
In alcune versioni il leone è erroneamente rappresentato d'oro ed era il simbolo degli antichi proprietari del castello locale. Nella sua forma completa di ornamenti esteriori lo scudo è accollato a una conchiglia e a due spade decussate: le spade rappresentano la cinta fortificata di Larressingle mentre la conchiglia è il simbolo del cammino di Santiago di Compostela.

## Società

### Evoluzione demografica
Abitanti censiti